# Khylin Rhambo

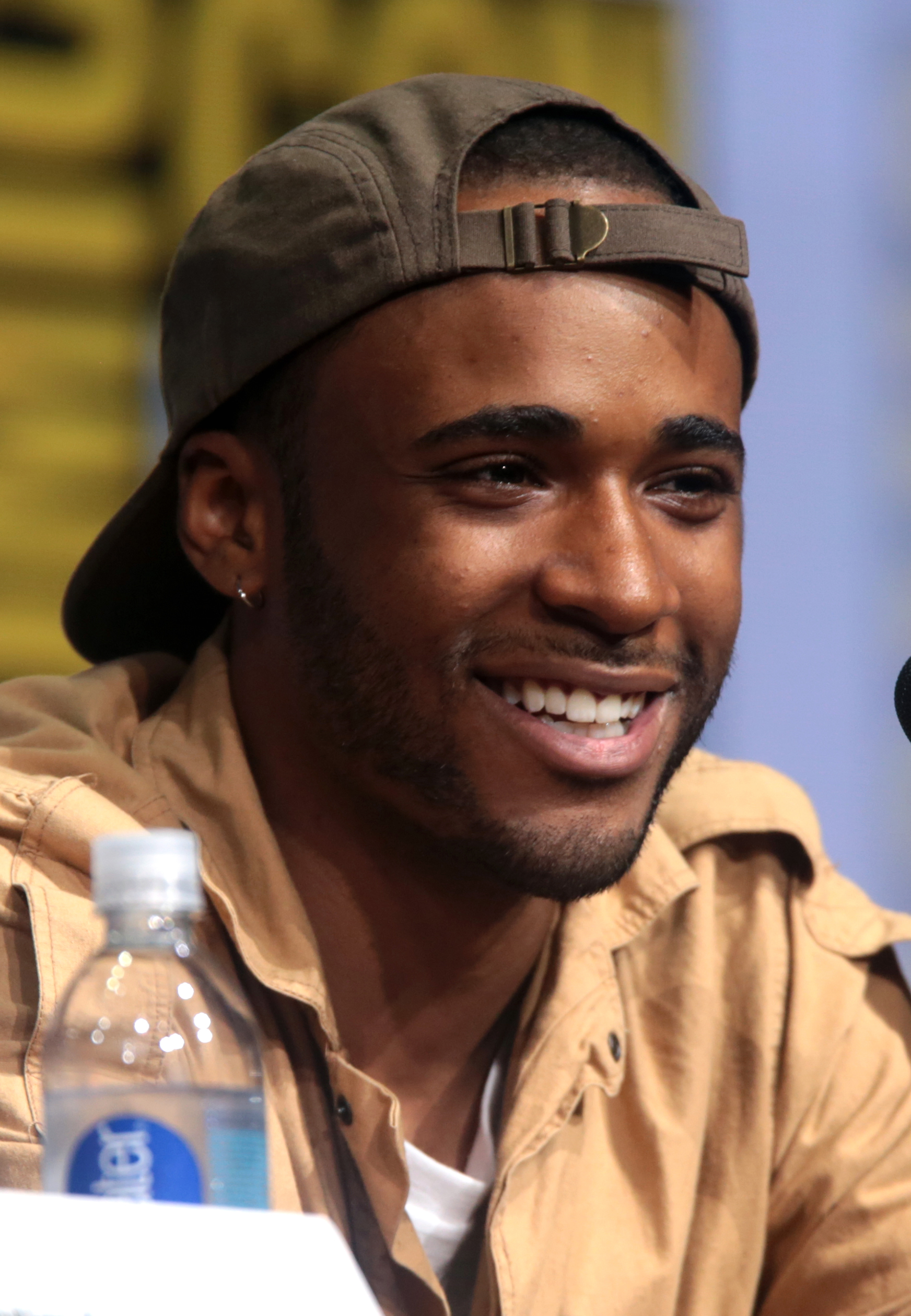
Khylin Rhambo auf der Comic-Con 2017

Khylin Trejon Rhambo (* 8. Januar 1996 in Kalifornien) ist ein US-amerikanischer Film- und Fernsehschauspieler.

## Leben
Khylin Trejon Rhambo wurde 1996 in Kalifornien geboren und hat eine Schwester namens Faith. Nachdem er als Kind als Model gearbeitet hatte, besuchte er im Alter von 8 Jahren den Schauspielkurs seiner Schule.
Seinen ersten Auftritt als Schauspieler hatte Rhambo im Jahr 2011 in der Rolle von Dillon in der Fernsehserie Reed Between the Lines.
Im gleichen Jahr war er in einer Folge der Krimiserie Criminal Minds zu sehen. In dem Science-Fiction-Film Ender’s Game – Das große Spiel von Gavin Hood, der 2013 in die Kinos kam, übernahm er die Rolle von Dink Meeker. Ab 2012 spielte er in insgesamt 34 Folgen in der Sitcom The First Family Charles Johnson und zwischen 2014 und 2017 in 38 Folgen der Mystery-Serie Teen Wolf Mason Hewitt. Die Rolle des Mason Hewitt übernahm er auch im 2023 erschienenen Film Teen Wolf: The Movie.

## Filmografie
- 2011: Reed Between the Lines (Fernsehserie, 1 Folge)
- 2011: Criminal Minds (Fernsehserie, 1 Folge)
- 2012–2015: The First Family (Fernsehserie, 34 Folgen)
- 2013: Ender’s Game – Das große Spiel (Ender’s Game)
- 2014–2017: Teen Wolf (Fernsehserie, 38 Folgen)
- 2019: 47 Meters Down: Uncaged
- 2023: Teen Wolf: The Movie